# Kanton Saint-Quentin-1
 Saint-Quentin-1  is een kanton van het Franse departement Aisne. Het kanton maakt deel uit van het arrondissement  Saint-Quentin.
Het kanton Saint-Quentin-1 werd gevormd door de samenvoeging van de kantons Vermand en Saint-Quentin-Centre, weliswaar met een afwijkende grens binnen de stad.  Dit gebeurde ingevolge het decreet van 21 februari 2014, met uitwerking op 22 maart 2015. Het kanton kreeg Saint-Quentin als hoofdplaats. 

## Gemeenten
Het kanton omvat sinds zijn vorming 24 gemeenten en een deel van Saint-Quentin, namelijk:
- Attilly
- Beauvois-en-Vermandois
- Caulaincourt
- Douchy
- Étreillers
- Fayet
- Fluquières
- Foreste
- Francilly-Selency
- Germaine
- Gricourt
- Holnon
- Jeancourt
- Lanchy
- Maissemy
- Pontru
- Pontruet
- Roupy
- Saint-Quentin (centraal deel)
- Savy
- Trefcon
- Vaux-en-Vermandois
- Vendelles
- Le Verguier
- Vermand